# لقوابعة (لغليميين)
لقوابعة هو دُوَّار يقع بجماعة لغنيميين، إقليم برشيد، جهة الدار البيضاء سطات في المملكة المغربية. ينتمي الدوّار لمشيخة لغليميين التي تضم 11 دوار. يقدر عدد سكانه بـ 86 نسمة حسب الإحصاء الرسمي للسكان والسكنى لسنة 2004.

## روابط خارجية
- البوابة الوطنية للجماعات الترابية نسخة محفوظة 12 مارس 2018 على موقع واي باك مشين.
- المندوبية السامية للتخطيط